# The Kindness of Strangers – Kleine Wunder unter Fremden
The Kindness of Strangers – Kleine Wunder unter Fremden (Originaltitel: The Kindness of Strangers) ist ein Spielfilm von Lone Scherfig aus dem Jahr 2019.
Das Drama hat am 7. Februar 2019 die 69. Berlinale eröffnet, auf der der Film im internationalen Wettbewerb gezeigt wurde.

## Handlung
Das winterliche New York City wird zum Ort unerwarteter Begegnungen zwischen Clara, Marc, Alice, Jeff und John Peter:
Die junge Mutter Clara erreicht mit ihren Söhnen Anthony und Jude auf der Flucht vor ihrem Ehemann Richard, einem gewalttätigen, sadistischen Polizisten, die Stadt. Er hatte selbst vor seinen eigenen Söhnen nicht Halt gemacht. Ohne Geld – die Kreditkarte wurde von ihrem Mann gesperrt –, der Schwiegervater ist ohne jegliches Mitgefühl und verweigert ihr Unterstützung, wird ihre Situation immer prekärer. Richard ist ihnen auf den Fersen, dank seinen Verbindungen in der Polizei. Als ihr Auto, in dem sie die bitterkalten Nächte verbringen, abgeschleppt wird, erhalten sie Hilfe von Alice, einer selbstlosen, mitfühlenden und empathischen Krankenschwester, die die Suppenküche für Obdachlose mitorganisiert und als Amateur-Therapeutin die Selbsthilfegruppe „Forgiveness“ in einem kirchlichen Raum leitet. Alice organisiert den Dreien übergangsweise Unterkunft in diesen Räumen.
Als die mittellose Clara auf der Suche nach etwas zum Essen das russische Restaurant Winter Palace betritt, begegnet sie Marc. Marc hat vier Jahre zu Unrecht im Gefängnis gesessen und arbeitet im Winter Palace als Restaurantmanager für den exzentrischen Inhaber Timofey, der zu Werbezwecken vorgibt, Russe zu sein. Marc hat infolge seiner traumatischen Erlebnisse gelernt, sein Temperament im Griff zu behalten und meidet Verwandte, frühere Freunde und überhaupt Beziehungen zu Menschen. Er wird aber von Claras Erscheinung in ihrem Ringen mit den beiden Kindern angerührt. Er bringt sie bei sich unter, versorgt sie mit Essen.
Der naive Jeff ist einsam und sehnt sich nach Gesellschaft. Weil er zu langsam und zu ungeschickt arbeitet, „fliegt“ er immer wieder aus seinen Jobs und verliert zuletzt auch seine Bleibe. Beinahe erfriert er als nun Obdachloser. Auch er landet bei Alice, die ihm eine Beschäftigung in Kirche und Suppenküche verschafft. Doch Jeff ist kein Versager. Als Claras kleiner Sohn Jude beinahe erfriert, holt er selbstbewusst professionelle Hilfe und wird so zum Lebensretter.
Der Anwalt John Peter arbeitet hart und hat hohe Moralansprüche. Umso bitterer ist es für ihn, wenn er oft entgegen der Gerechtigkeit Fälle verliert. Zu seinen wenigen Erfolgen zählt die Begnadigung Marcs. Er überredet ihn, gemeinsam mit ihm an den wöchentlichen Sitzungen von Alices Selbsthilfegruppe teilzunehmen. Doch er nimmt nur wegen Alice teil. Auch die sich über ihre Kräfte verausgabende Alice braucht Halt, so ist sie sehr für John Peters Interesse empfänglich.
Irgendwann, ermutigt durch die Freundlichkeit der Fremden, angestoßen durch die Hinweise ihres Sohnes Anthony auf einschlägige Dateien auf dem Computer des gewalttätigen Vaters und getrieben durch die Erkenntnis des ungeheuren Leidens ihrer Kinder unter dessen Sadismus, besinnt sich Clara auf ihre Selbstachtung. Mit Hilfe von John Peter verklagt sie ihren Mann. Aus der rechtlosen Flüchtenden wird Clara zu einem Menschen, der sein Recht und Gerechtigkeit einfordert. Sie haben Erfolg. Der Mann muss für viele Jahre hinter Gitter. Clara kann mit ihren Kindern ein neues Leben beginnen, weg vom durch die Marter der Kinder belasteten Vorort, hinein in das New York der freundlichen Fremden. Am Ende kann Clara sogar Marc wieder aus seiner Beziehungsabwehr lösen, vielleicht für ein neues gemeinsames Leben.

## Hintergrund
Der Film wurde in Toronto, Kopenhagen und New York gedreht.
Der Titel „The Kindness of Strangers“ ist ein Zitat aus dem Drama von Tennessee Williams „Endstation Sehnsucht“ (Originaltitel: A Streetcar Named Desire): Die Hauptfigur Blanche DuBois sagt es zu einem Arzt.

## Rezeption
The Kindness of Strangers erhielt im internationalen Kritikenspiegel der britischen Fachzeitschrift Screen International 1,6 von vier möglichen Sternen und belegte damit einen 14. Platz unter allen 16 Berlinale-Wettbewerbsfilmen. Emin Alpers Eine Geschichte von drei Schwestern und Nadav Lapids Synonymes (je 3,0) führten die Rangliste an.
Das Lexikon des internationalen Films schreibt: „Der wundersame Wohlfühlfilm entwirft ohne jeden ironischen Anflug oder Zynismus eine Choreografie der Freundlichkeit, mit der sich die neoliberalen Verwerfungen individuell mildern lassen.“

## Auszeichnungen
Mit The Kindness of Strangers konkurrierte Lone Scherfig zum zweiten Mal nach 2001 (damals gewann ihr Film Italienisch für Anfänger den Preis der Jury) bei den Internationalen Filmfestspielen Berlin um den Goldenen Bären. Der Film blieb aber unprämiert.